# Alchemilla delphinensis
Alchemilla delphinensis är en rosväxtart som beskrevs av Robert Buser. Alchemilla delphinensis ingår i släktet daggkåpor, och familjen rosväxter. Inga underarter finns listade i Catalogue of Life.